# Адлер, Джей
Джей Адлер (англ. Jay Adler; 26 сентября 1896 — 23 сентября 1978) — американский актёр театра, кино и телевидения, более всего известный по ролям в фильмах 1950-х годов.
За время своей актёрской карьеры Адлер сыграл более чем в 50 фильмах, среди них такие значимые картины, как «Крик об опасности» (1951), «Злые и красивые» (1952), «Скандальная хроника» (1952), «Ривер-стрит, 99» (1953), «Долгое ожидание» (1954), «Большой ансамбль» (1955), «Люби меня или оставь меня» (1955), «Убийство» (1956), «Жажда жизни» (1956), «Свадебный завтрак» (1956), «Сладкий запах успеха» (1957) и «Братья Карамазовы» (1958).
Родители Адлера были известными актёрами идишского театра, брат Лютер стал известным актёром театра и кино, а сестра Стелла — признанным преподавателем драматического мастерства.

## Ранние годы и начало карьеры
Джей Адлер родился в Нью-Йорке 26 сентября 1896 года. Он был старшим из семи детей Джейкоба (Якоба) Адлера, признанной звезды идишского театра, и его жены — актрисы Сары Адлер. Самыми известными из братьев и сестёр Джея были бродвейский и голливудский актёр Лютер Адлер, а также актриса и учитель актёрского мастерства Стелла Адлер.
Как и многие члены семьи, Джей был увлечён театром с ранних лет. Он начал карьеру, играя в театральных постановках как на идише, так и на английском языке. В 1933 году Адлер дебютировал на Бродвее в комедии «Человек кусает собаку» (1933), затем последовал успешный спектакль «Тупик» (1935-36, восстановлен в 1940 году), драма «Прелюдия» (1936) и комедия «Кафе „Корона“» (1942).
В интервью 1940 года Адлер говорил: «Для всех нас было естественно двинуться в направлении сцены, когда мы выросли. Мы выросли в самой гуще великой игры… мы все очень гордились своими папой и мамой, и я думаю, что каждый из нас в тайне надеялся, что станет таким же великим, как и они — но никто из нас, по моему мнению, не достиг их уровня».

## Карьера в кино
Адлер дебютировал в кино в роли мелкого преступника в криминальной мелодраме «Святой в Нью-Йорке» (1938), первом фильме из популярной многолетней серии фильмов о частном детективе по прозвищу Святой. В том же году Адлер снялся ещё в трёх фильмах, среди них комедия «Нет времени жениться» (1938) и детская комедия «Пенрод и его брат-близнец» (1938). Однако после появления в криминальной мелодраме «Убийство в Сохо» (1939) Адлер более чем на 10 лет прервал свою кинокарьеру.
Уже в 1950 году, после небольшой роли ассистента прокурора в фильме нуар «Криминальная история» (1950) Адлер сыграл редактора городских новостей в женской мелодраме «Три секрета» (1950) с Элинор Паркер, Патрицией Нил и Рут Роман. Год спустя последовали роли в фильмах нуар «Крик об опасности» (1951), где он был управляющим мотелем, и «Мафия» (1951), где он сыграл аналогичную роль гостиничного клерка. В 1952 году Адлер сыграл в девяти фильмах, среди них такие успешные картины, как сатирическая мелодрама о Голливуде «Злые и красивые» (1952) с Кирком Дугласом, приключенческая лента «Пленник Зенды» (1952) со Стюартом Грейнджером и газетный нуар «Скандальная хроника» (1952) с Бродериком Кроуфордом, политический фильм нуар «Поворотная точка» (1952) с Уильямом Холденом и комедия «Лодка мечты» (1952) с Клифтоном Уэббом.
Как отмечает Хэннсберри, «большинство ролей Адлера были небольшими — как правило, это были посыльные, гостиничные клерки и бармены. Однако в фильме нуар „Ривер-стрит, 99“ (1953) он сыграл значимую роль беспринципного скупщика краденых драгоценностей». Другими картинами этого года стали послевоенная психологическая драма «Фокусник» (1953) с Кирком Дугласом, где Адлер сыграл отца одной из героинь, а также фильм нуар «Полиция нравов» (1953) с Эдвардом Г. Робинсоном, где он был уголовником, который идёт на сделку со следствием. В 1954 году обе картины Адлера были фильмами нуар, а роли — малозначимыми. В картине «Долгое ожидание» (1954) по роману Микки Спиллейна Адлер сыграл коридорного, а в ленте «На трёх тёмных улицах» (1954) с Бродериком Кроуфордом был похотливым дядей одной из героинь фильма.
Среди наиболее успешных фильмов Адлера 1955 года — биопик о джазовой певице Рут Эттинг «Люби меня или оставь меня» (1955) с Джеймсом Кэгни и Дорис Дэй, драма «Люси Галлант» (1955) с Джейн Уаймен, а также фильмы нуар «Убийство — это моя специальность» (1955), где он был барменом, «Большой ансамбль» (1955), где он был помощником детектива, и «Беззаконие» (1955). В последней картине Адлер сыграл значимую роль щуплого мужчины по имени Картер, который обвиняется в убийстве напавшего на него пьяного боксёра. Картера берётся защищать изворотливый адвокат в исполнении Эдварда Г. Робинсона, который с помощью ловкого трюка разбивает показания главного свидетеля обвинения. Год спустя Адлер сыграл небольшую роль официанта в биопике «Жажда жизни» (1956) с Кирком Дугласом в роли знаменитого художника Винсента Ван Гога, появился в романтической комедии «Свадебный завтрак» (1956), а также был ростовщиком в фильме нуар Стенли Кубрика «Убийство» (1956). В 1957 году Адлер сыграл небольшие роли в двух отличных нуарах — «Преступление страсти» (1957) с Барбарой Стэнвик и «Сладкий запах успеха» (1957) с Бёртом Ланкастером, а год спустя исполнил роль ростовщика в фильме «Братья Карамазовы» (1958) с Юлом Бриннером.
В конце кинокарьеры Адлер появился в судебной драме «История на первую полосу» (1960) с Ритой Хейворт, комедии «Десять центов с ореолом» (1963), мелодраме «Куда ушла любовь» (1964) с Бетт Дейвис, фильме ужасов «Могила вампира» (1972) и боевике «Граница округа Мэкон» (1974), которая стала его последней работой в кино.

## Карьера на телевидении
В конце 1940-х годов Адлер стал играть на телевидении, и на протяжении 10 лет появился в таких сериалах, как «Время вашего сеанса» (1949), «Ричард Даймонд, частный детектив» (1958), «Мистер Счастливчик» (1959), «Неприкасаемые» (1959-62, 4 эпизода), «Сансет-стрип, 77» (1960-63, 3 эпизода), «Разыскивается живым или мёртвым» (1961), «Сумеречная зона» (1961-63, 2 эпизода), «Беглец» (1963), «Перри Мейсон» (1964), «Улицы Сан-Франциско» (1973), «Полицейская история» (1974-76, 2 эпизода) и «Баретта» (1976).

## Актёрское амплуа
Начиная с 1950 года, Адлер имел успешную карьеру в кино, сыграв на протяжении двадцати пяти лет почти в 50 фильмах. Как отмечено в биографии актёра на сайте Internet Movie Database, из-за своей виноватой манеры держаться Адлер часто получал роли мелких преступников, барменов, клерков или бродяг. По словам Эриксона, со временем Адлер также стал «часто играть малые роли отцов и бизнесменов».

## Последние годы жизни. Смерть
В течение нескольких последних лет жизни Адлер испытывал серьёзные проблемы со здоровьем. 23 сентября 1978 года он умер в Доме актёров кино и телевидения в Вудленд-Хиллз в возрасте 82 лет.
У него остались брат Лютер, сестра Стелла, ещё две сестры и дочь Перл Маккорд, а также племянница Эллен Адлер и её сын Том Оппенгейм, который также стал актёром.

## Фильмография
| Год       |    | Русское название                          | Оригинальное название                  | Роль                                              |
| --------- | -- | ----------------------------------------- | -------------------------------------- | ------------------------------------------------- |
| 1938      | ф  | Нет времени для замужества                | No Time to Marry                       | Хесс                                              |
| 1938      | ф  | Пенрод и его брат-близнец                 | Penrod and His Twin Brother            | Джонсон                                           |
| 1938      | ф  | Святой в Нью-Йорке                        | The Saint in New York                  | Эдди, бандит (в титрах не указан)                 |
| 1939      | ф  | Убийство в Сохо                           | Murder in Soho                         | пьяный с двумя девушками (в титрах не указан)     |
| 1949      | с  | Время вашего сеанса                       | Your Show Time                         | 1 эпизод                                          |
| 1950      | ф  | Три секрета                               | Three Secrets                          | редактор городских новостей (в титрах не указан)  |
| 1950      | ф  | Криминальная история                      | The Underworld Story                   | помощник Манси (в титрах не указан)               |
| 1951      | ф  | Крик об опасности                         | Cry Danger                             | Уильямс                                           |
| 1951      | ф  | Мафия                                     | The Mob                                | Рассел, гостиничный клерк (в титрах не указан)    |
| 1952      | ф  | Шесть моих убеждений                      | My Six Convicts                        | Стив Копак                                        |
| 1952      | ф  | Злые и красивые                           | The Bad and the Beautiful              | Мистер Z, гость на вечеринке (в титрах не указан) |
| 1952      | ф  | Мой приятель Гас                          | My Pal Gus                             | Ван Эвери (в титрах не указан)                    |
| 1952      | ф  | Поворотная точка                          | The Turning Point                      | Сэмми Лестер (в титрах не указан)                 |
| 1952      | ф  | Узник Зенды                               | The Prisoner of Zenda                  | служащий таможни (в титрах не указан)             |
| 1952      | ф  | Мой человек и я                           | My Man and I                           | бармен (в титрах не указан)                       |
| 1952      | ф  | Цель - Париж                              | Assignment: Paris                      | Генри (в титрах не указан)                        |
| 1952      | ф  | Лодка мечты                               | Dreamboat                              | офисный сотрудник (в титрах не указан)            |
| 1952      | ф  | Скандальная хроника                       | Scandal Sheet                          | Бэйли (в титрах не указан)                        |
| 1952      | с  | Неожидаемое                               | The Unexpected                         | 1 эпизод                                          |
| 1953      | ф  | Полиция нравов                            | Vice Squad                             | Фрэнки Пирс                                       |
| 1953      | ф  | Ривер-стрит, 99                           | 99 River Street                        | Кристофер                                         |
| 1953      | ф  | Фокусник                                  | The Juggler                            | Папа Сэндер, отец Сьюзи (в титрах не указан)      |
| 1954      | ф  | Долгое ожидание                           | The Long Wait                          | Джо, коридорный                                   |
| 1954      | ф  | На трёх тёмных улицах                     | Down Three Dark Streets                | дядя Макс                                         |
| 1954      | с  | Телевизионный театр от «Форд»             | The Ford Television Theatre            | 1 эпизод                                          |
| 1954      | с  | Одинокий волк                             | The Lone Wolf                          | 1 эпизод                                          |
| 1954—1955 | с  | Агенты Казначейства в действии            | Treasury Men in Action                 | 2 эпизода                                         |
| 1955      | ф  | Большой ансамбль                          | The Big Combo                          | детектив Сэм Хилл                                 |
| 1955      | ф  | Убийство — моя профессия                  | Murder Is My Beat                      | бармен Луи                                        |
| 1955      | ф  | Беззаконие                                | Illegal                                | Джозеф Картер                                     |
| 1955      | ф  | Человек с оружием                         | Man with the Gun                       | Кэл (в титрах не указан)                          |
| 1955      | ф  | Люси Галлант                              | Lucy Gallant                           | Сэм, начальник станции (в титрах не указан)       |
| 1955      | ф  | Люби меня или оставь меня                 | Love Me or Leave Me                    | Орри (в титрах не указан)                         |
| 1956      | ф  | Убийство                                  | The Killing                            | Лео, ростовщик                                    |
| 1956      | ф  | Свадебный завтрак                         | The Catered Affair                     | Сэм Лейтер                                        |
| 1956      | ф  | Жажда жизни                               | Lust for Life                          | официант                                          |
| 1956      | ф  | Сбежавшие дочери                          | Runaway Daughters                      | мистер Рубек                                      |
| 1956      | с  | Шериф Кочиза                              | The Sheriff of Cochise                 | 1 эпизод                                          |
| 1957      | ф  | Преступление страсти                      | Crime of Passion                       | Нэленс                                            |
| 1957      | ф  | Ад на острове дьявола                     | Hell on Devil's Island                 | Тото                                              |
| 1957      | ф  | Сладкий запах успеха                      | Sweet Smell of Success                 | Мэнни Дейвис (в титрах не указан)                 |
| 1957      | с  | На суде                                   | On Trial                               | 1 эпизод                                          |
| 1957      | с  | Опознание                                 | The Lineup                             | 1 эпизод                                          |
| 1957      | с  | Новые приключения Чарли Чена              | The New Adventures of Charlie Chan     | 1 эпизод                                          |
| 1958      | ф  | Братья Карамазовы                         | The Brothers Karamazov                 | ростовщик                                         |
| 1958      | ф  | Семь стрелков до Мезы                     | Seven Guns to Mesa                     | Бен Эйвери                                        |
| 1958      | ф  | Седло на ветру                            | Saddle the Wind                        | Хэнк, уборщик в салуне (в титрах не указан)       |
| 1958      | с  | Есть оружие – будут путешествия           | Have Gun - Will Travel                 | 1 эпизод                                          |
| 1958      | с  | Ричард Даймонд, частный детектив          | Richard Diamond, Private Detective     | 1 эпизод                                          |
| 1958      | с  | Театр звезд от «Шлиц»                     | Schlitz Playhouse of Stars             | 1 эпизод                                          |
| 1959      | ф  | Проклятие мертвецов                       | Curse of the Undead                    | бармен Джейк                                      |
| 1959      | ф  | История на первую полосу                  | The Story on Page One                  | Лаубер (в титрах не указан)                       |
| 1959      | ф  | Последний разгневанный мужчина            | The Last Angry Man                     | враждебный сосед Абельмана (в титрах не указан)   |
| 1959      | с  | Бит Бурбон-стрит                          | Bourbon Street Beat                    | 1 эпизод                                          |
| 1959      | с  | Мистер Счастливчик                        | Mr. Lucky                              | 1 эпизод                                          |
| 1959      | с  | Этот человек Доусон                       | This Man Dawson                        | 1 эпизод                                          |
| 1959—1961 | с  | Детективы                                 | The Detectives                         | 2 эпизода                                         |
| 1959—1962 | с  | Неприкасаемые                             | The Untouchables                       | 4 эпизода                                         |
| 1960      | ф  | Прекрасные юные каннибалы                 | All the Fine Young Cannibals           | Сэмми Трист (в титрах не указан)                  |
| 1960      | с  | Клондайк                                  | Klondike                               | 1 эпизод                                          |
| 1960      | с  | Пять пальцев                              | Five Fingers                           | 1 эпизод                                          |
| 1960      | с  | Сажать в тюрьму                           | Lock Up                                | 1 эпизод                                          |
| 1960—1963 | с  | Сансет-Стрип, 77                          | 77 Sunset Strip                        | 3 эпизода                                         |
| 1961      | с  | Король бриллиантов                        | King of Diamonds                       | 1 эпизод                                          |
| 1961      | с  | Асфальтовые джунгли                       | The Asphalt Jungle                     | 1 эпизод                                          |
| 1961      | с  | Шоу Барбары Стэнвик                       | The Barbara Stanwyck Show              | 1 эпизод                                          |
| 1961      | с  | Разыскивается живым или мёртвым           | Wanted: Dead or Alive                  | 1 эпизод                                          |
| 1961—1963 | с  | Сумеречная зона                           | The Twilight Zone                      | 2 эпизода                                         |
| 1962      | тф | Белль Соммерс                             | Belle Sommers                          |                                                   |
| 1962      | ф  | У кого есть действие?                     | Who's Got the Action?                  | человек в автоаварии (в титрах не указан)         |
| 1962      | с  | Шах и мат                                 | Checkmate                              | 1 эпизод                                          |
| 1962      | с  | Цель: коррупционеры                       | Target: The Corruptors                 | 1 эпизод                                          |
| 1962      | с  | Новая порода                              | The New Breed                          | 1 эпизод                                          |
| 1963      | ф  | Десять центов с ореолом                   | Dime with a Halo                       | мистер Льюис                                      |
| 1963      | ф  | Сюжет становится напряжённым              | The Plot Thickens                      | мистер Лоу                                        |
| 1963      | ф  | Кто спал в моей постели?                  | Who's Been Sleeping in My Bed?         | пациент (в титрах не указан)                      |
| 1963      | с  | Беглец                                    | The Fugitive                           | 1 эпизод                                          |
| 1963      | с  | Боб Хоуп представляет Театр от «Крайслер» | Bob Hope Presents the Chrysler Theatre | 1 эпизод                                          |
| 1964      | ф  | Куда ушла любовь                          | Where Love Has Gone                    | бармен (в титрах не указан)                       |
| 1964      | с  | Защитники                                 | The Defenders                          | 1 эпизод                                          |
| 1964      | с  | Бен Кэйси                                 | Ben Casey                              | 1 эпизод                                          |
| 1964      | с  | Перри Мейсон                              | Perry Mason                            | 1 эпизод                                          |
| 1965      | ф  | Семейные драгоценности                    | The Family Jewels                      | мистер Лайман, адвокат                            |
| 1970      | ф  | Инь и Ян мистера Го                       | The Yin and the Yang of Mr. Go         | доктор Юл                                         |
| 1970      | ф  | Брат, плачь по мне                        | Brother, Cry for Me                    |                                                   |
| 1970      | с  | Шоу Билла Косби                           | The Bill Cosby Show                    | 1 эпизод                                          |
| 1972      | ф  | Могила вампира                            | Grave of the Vampire                   | Старый Зак                                        |
| 1973      | ф  | Садист                                    | Bummer                                 | Сид Розен                                         |
| 1973      | с  | Улицы Сан-Франциско                       | The Streets of San Francisco           | 1 эпизод                                          |
| 1974      | ф  | Граница округа Мэйкон                     | Macon County Line                      | Impound Yard Man                                  |
| 1974—1976 | с  | Полицейская история                       | Police Story                           | 2 эпизода                                         |
| 1976      | с  | Баретта                                   | Baretta                                | 1 эпизод                                          |